# Ортенберзький замок (Баден)
48°26′38″ пн. ш. 7°58′22″ сх. д. / 48.4438° пн. ш. 7.97288° сх. д.
Ортенберзький замок (нім. Schloss Ortenberg) – неоготичний замок в англійському стилі в громаді Ортенберг, земля Баден-Вюртемберг, Німеччина.

## Географічне розташування
Замок, що є символом регіону Ортенау, збудований на високому пагорбі в долині Кінцигу між містами Оффенбург та Генгенбах.

## Історичний нарис
Замок засновано в XI—XII століттях: швидше за все, його побудували за Церінгенів, і він мав контролювати прохід у долину Кінциг у Шварцвальді.
При Штауфенах замок слугував резиденцією ландфогтів Ортенау, тобто був місцем здійснення (місцевої) влади в найширшому значенні слова: тут проходили судові розгляди і збиралися різного роду податки і тут була сконцентрована військова влада.
У XV столітті замок розширили і поступово перетворили на фортецю з напівкруглими оборонними вежами, озброєними гарматами.
Під час Французько-голландської війни Ортенберзький замок зруйнували за наказом французького маршала Крекі в 1678 році.
Після відновлення замок зазнав повторного руйнування вже в 1697 році, що спричинило перенесення резиденції фогту до Оффенбургу. 
З того часу аж до початку XIX століття замок залишався у зруйнованому стані.
У 1833 році замок перейшов у власність ліфляндського за походженням барона Габріеля Леонгардта фон Беркгольца (1781—1863), за якого в 1838—1843 рр. за проєктом Фрідріха Айзенлора, на руїнах старого замку зведено нову будівлю.
У 1942 році в замку, який на той час був уже в державній власності, відкрили молодіжний готель.

## Архітектура

### Малертурм
Малертурм колись був студією художниці Александри фон Беркгольц, дочки Габріеля Л. Беркгольца, який відбудував замок. 
Спочатку вежу збудували як арсенал в XV столітті. Нині її використовують для весільних церемоній.

### Якобстурм
Під час реконструкції замку в 1838—1843 рр. до існуючих двох поверхів додали ще одну вежу. 
Вежу назвали на честь сина будівельника замку та служила для захисту замку від ворогів, які прорвались до рову. Інтер'єр Якобстурму відновлено в 1986/87 рр.

### Шиммельтурм
Шиммельтурм – найвища вежа замку. 
У 1986—1988 рр. інтер'єр вежі відремонтували. 
Крім того, збудували нові сходи, оскільки оригінальні підірвали в 1678 році. 
Ще в 1840-х рр. висоту вежі збільшили в готичному стилі. 
Сучасні двері також не походять з часів будівництва замку. 
У вежі колись було підземелля, куди в'язнів спускали за допомогою лебідки. 
Стіни мали товщину 4 метри. 
Навіть після руйнування в 1679—1697 рр. підземелля продовжувало використовуватися як в'язниця, доки в 1770 році в селі не побудували Імперську в'язницю у Старій ратуші. 
Нині вежа слугує оглядовою вежею.

### Капеллентурм
Капеллентурм — колишня батарейна вежа, побудована в XV столітті та частково зруйнована в 1678 році. 
У 1838—1843 рр. її відремонтували та використовували як замкову каплицю.

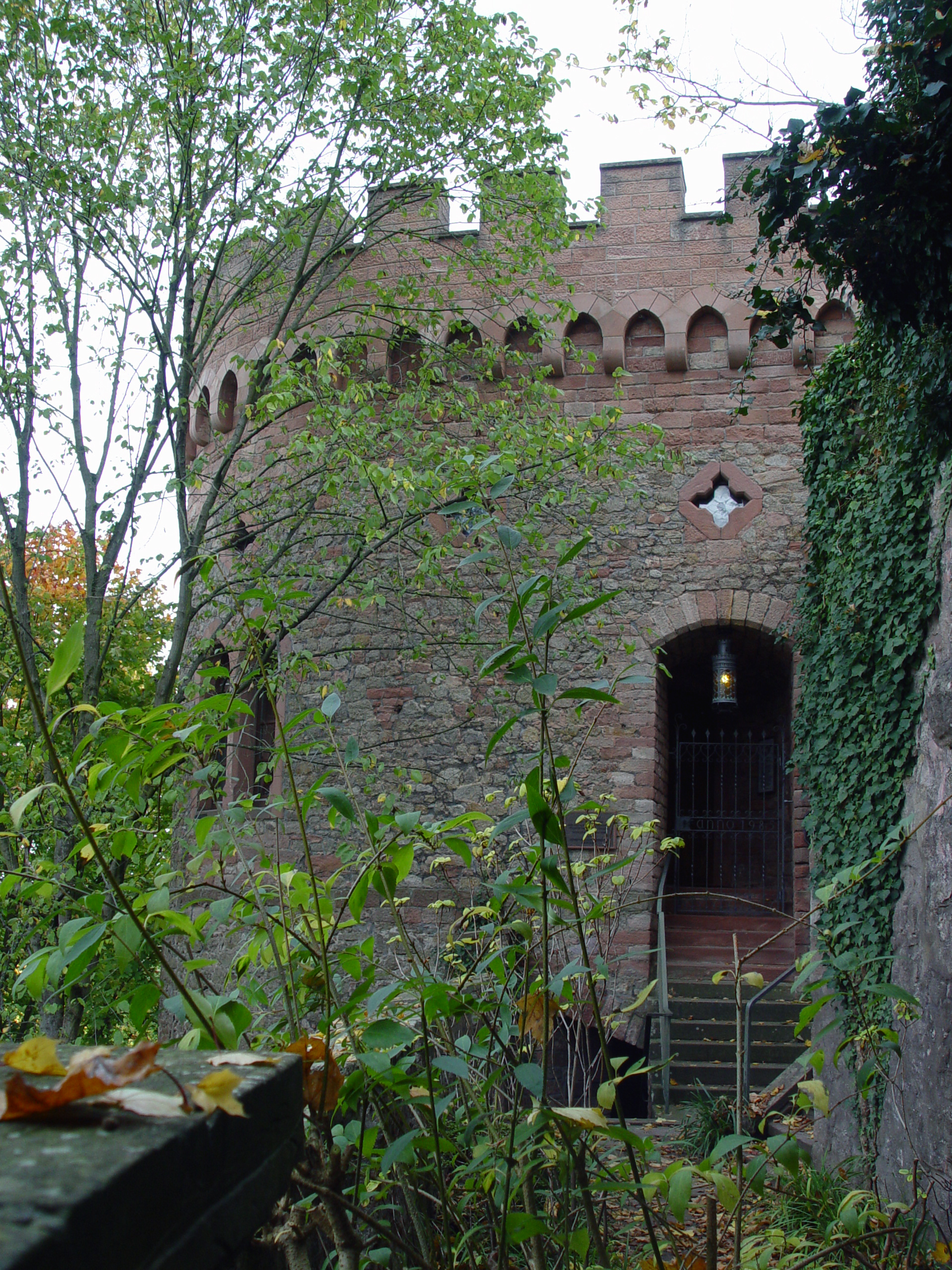
Малертурм
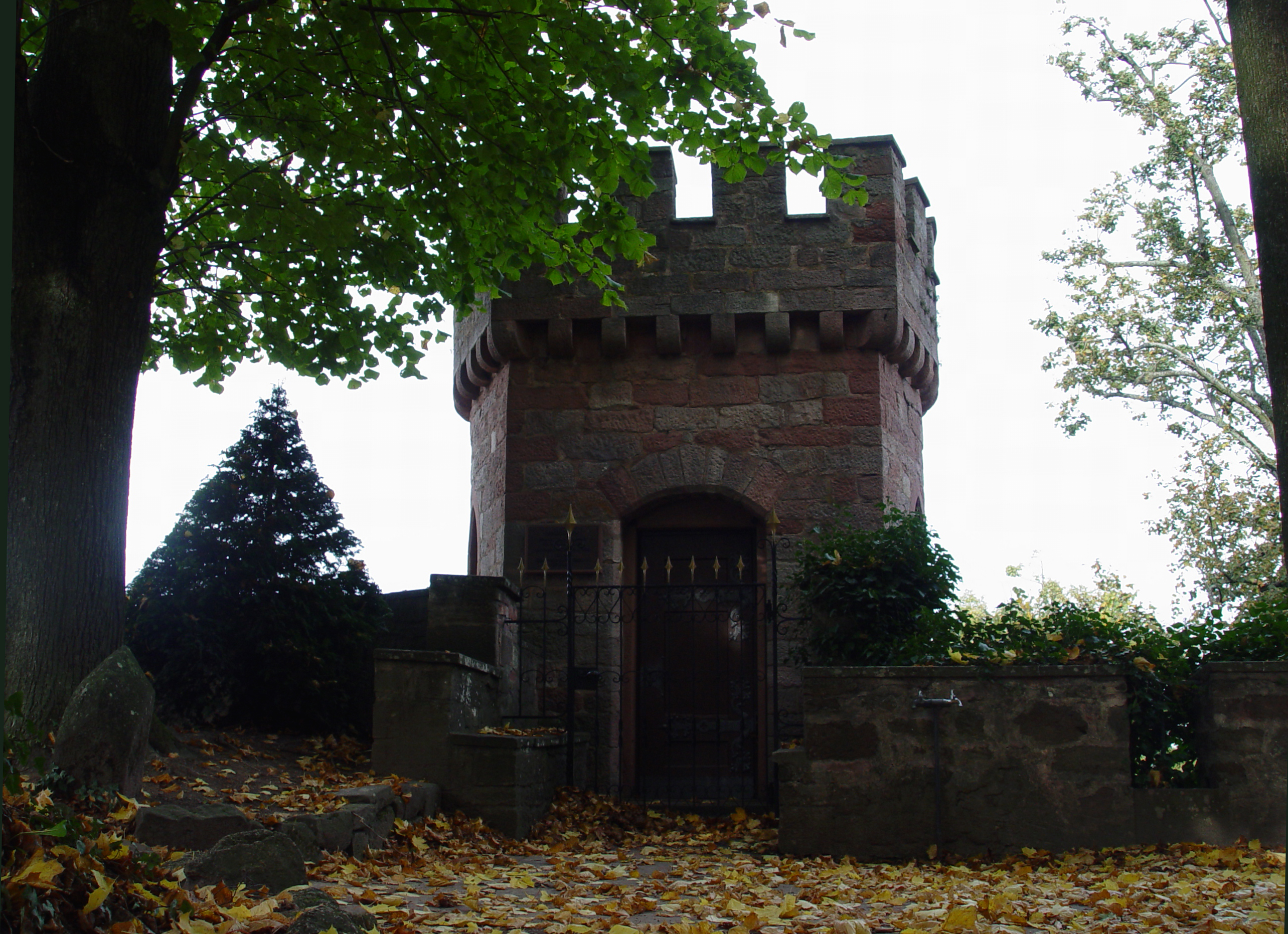
Якобстурм
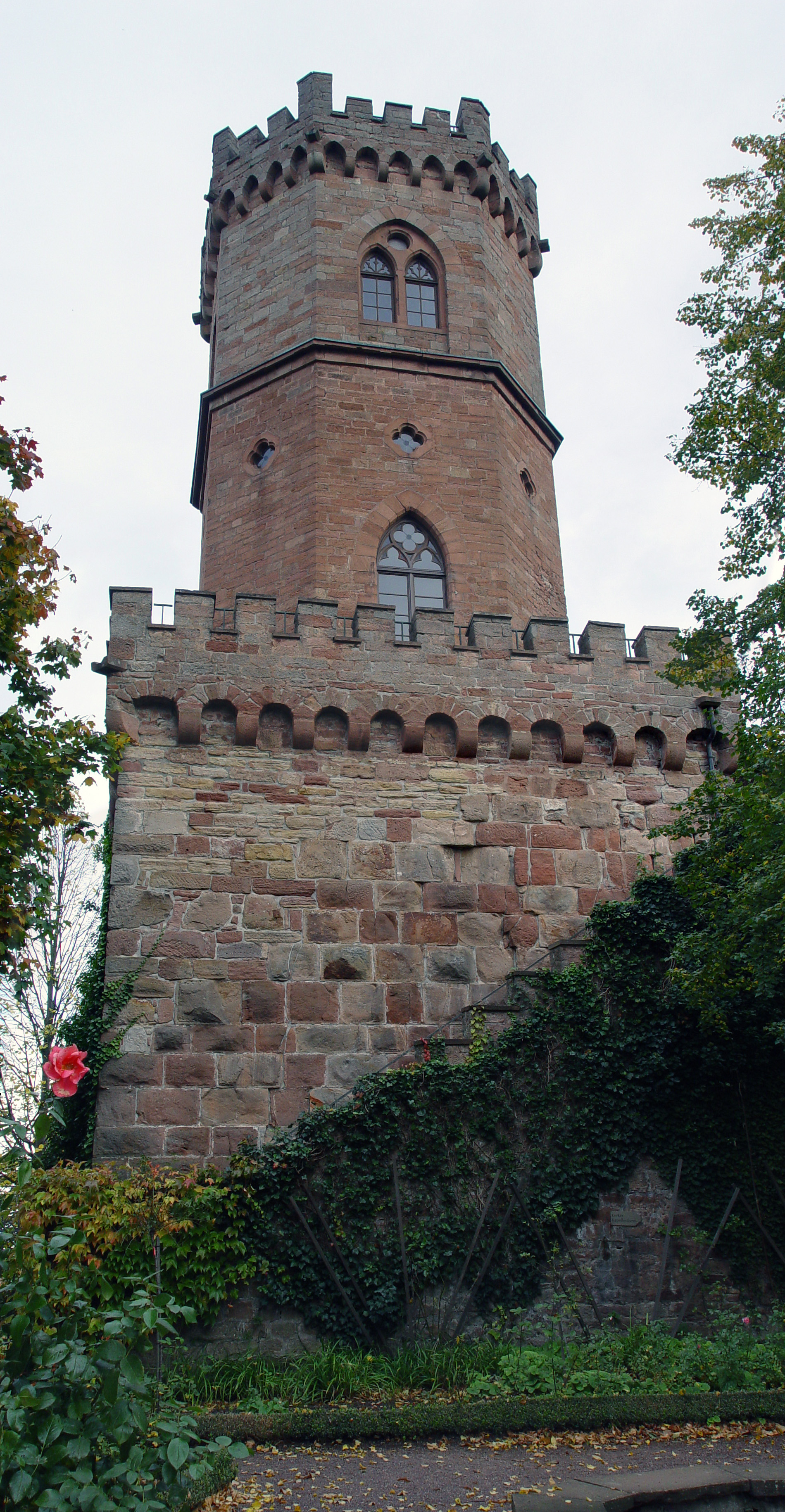
Шиммельтурм
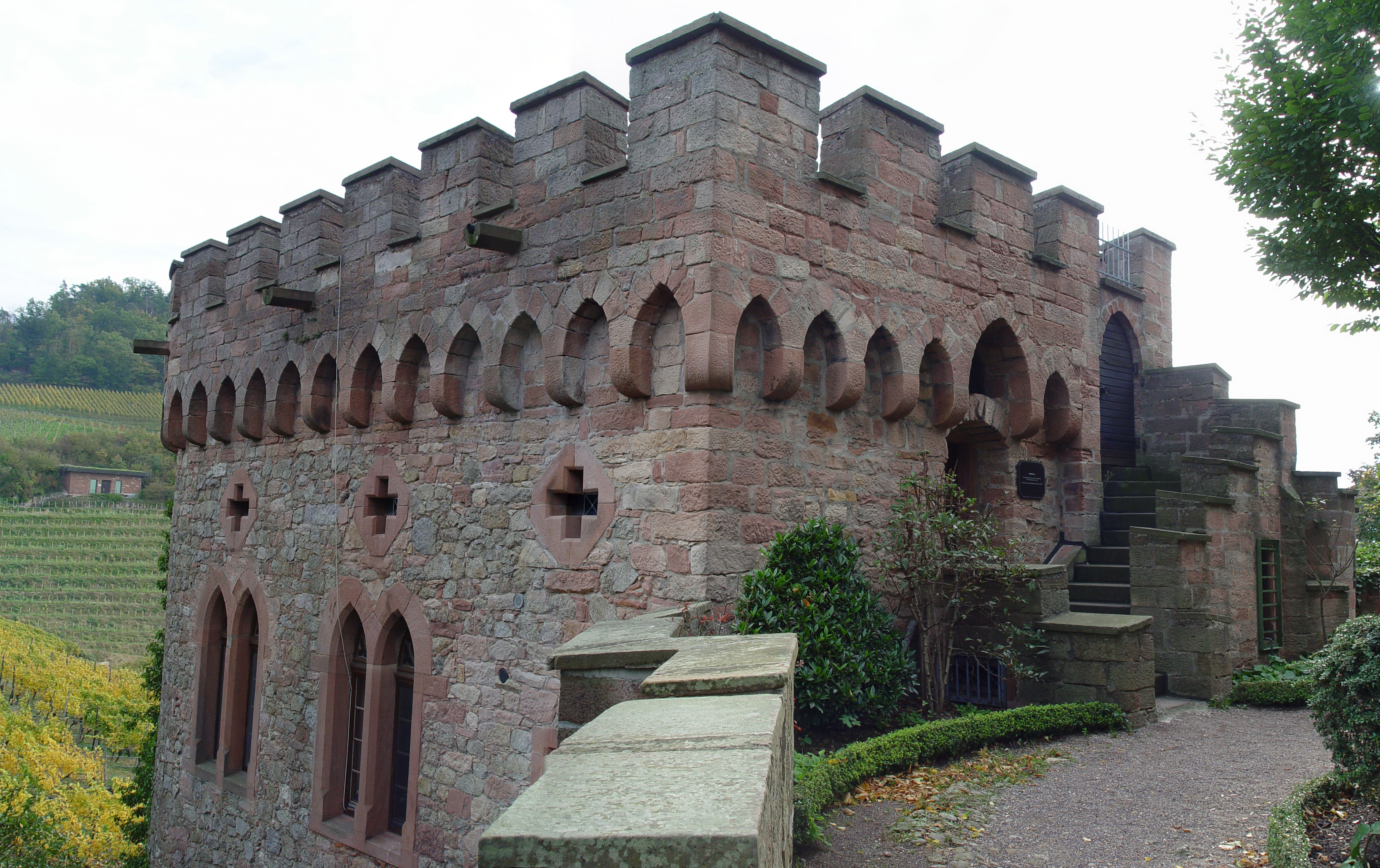
Капеллентурм

## Сучасне використання
У замку Ортенберг розташований молодіжний готель (хостел). 
Огляд можливий лише із зовні. 
Усі бажаючі можуть піднятися на головну вежу та насолодитися захоплюючим видом на долину Кінцига та північні відроги Шварцвальда.